# Dunnichen Stone
Der Dunnichen Stone ist ein Piktischer Symbolstein der Kategorie Class 1, der 1811 in Dunnichen, in Angus in Schottland entdeckt wurde. 
Im frühen 19. Jahrhundert wurde auf einem angeblichen Schlachtfeld der Dunnichen Stone ausgegraben. Der genaue Ort, an dem der Stein gefunden wurde, ist unbekannt, vermutlich war es ein Feld im Osten der „Mains of Dunnichen“, am Südosthang des Dunnichen Hill. Der Stein wurde anfangs an einer nicht identifizierten Kirkton church in Dunnichen oder in Letham aufgestellt und dann in den Garten von Dunnichen House verlegt. 

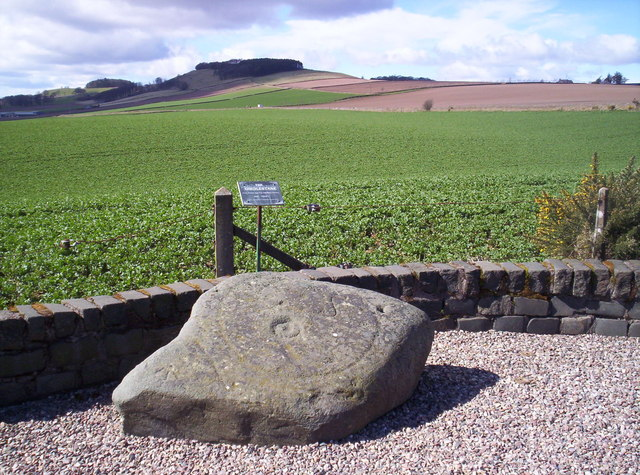
Der Dunnichen Hill, von Letham aus gesehen, im Vordergrund der Girdle Stane, ein Schalenstein

Er kam 1967 in das St. Vigeans Museum, 1972 zum Dundee Museum. Es steht derzeit im Meffan Institut in Forfar. Eine Replik befindet sich an der Kirche von Dunnichen.

## Beschreibung
Der etwa 1,5 m hohe, 0,7 m breite und 0,3 m dicke Stein ist aus rohem Sandstein. Auf einer Seite sind drei Symbole eingeschnitten: eine „piktische Blume“, eine Doppelscheibe und ein Z-Stab sowie Spiegel und Kamm. Während die letzteren verbreitet sind, ist die sogenannte Blume relativ selten, findet sich aber auch in der Sculptor’s Cave und auf dem Golspie Stone. Ihre Interpretation als Blume ist allerdings umstritten, auch da sie oft die oberste Position auf dem Stein einnimmt; es existiert auch eine Deutung als Pferdegeschirr.